# Ligne de tramway de Valenciennes à Saint-Amand
 (mars 2022).
La ligne de Valenciennes à Saint-Amand est une ligne de l'ancien tramway de Valenciennes.

## Histoire
La ligne est mise en service en traction vapeur le 1er janvier 1881 entre la place du Marché aux Herbes à Valenciennes et le passage à niveau de la ligne de Douai à Blanc-Misseron à Raismes (nouvelle section). Le 22 mars, elle est prolongée du passage à niveau à la place de Raismes (nouvelle section).
Le 3 février 1882, la ligne est prolongée de Raismes au pont de la Scarpe à Saint-Amand-les-Eaux,.
11 mars 1883 : prolongement de Saint-Amand Pont de la Scarpe à Saint-Amand Place.
En juin 1909, le nouveau terminus est mis en service à Valenciennes (voir la section à ce sujet sur Ancien tramway de Valenciennes).
29 mai 1914 : l'électrification de la ligne de Saint-Amand est réalisée, hormis le passage à niveau d'Anzin. Il a fallu construire trois ponts; Maraicaux (ligne Valenciennes-Douai), Mont-de-Bruyère (ligne Saint-Amand — Blanc -Misseron) et La Forêt (ligne Valenciennes - Lille).
10 juin 1914 : mise en service de la ligne
4 janvier 1964 : suppression des tramways et remplacement par une ligne d'autobus sous l'indice 2.

### Monographies
- Gérard Urbin, Un siècle de transports publics dans le Valenciennois, Semurval, 1983, 116 p. (ISBN 2-904513-00-0)